# Armando Passalacqua
Armando Passalacqua (Novi Ligure, 24 novembre 1911 – Novi Ligure, 31 gennaio 1991) è stato un allenatore di calcio e calciatore italiano, di ruolo centrocampista o difensore.

## Carriera
Esordisce con il Gruppo Sportivo Acciaierie di Novi Ligure e passa poi al Derthona, club con cui gioca nella Serie B 1930-1931 retrocedendo in Prima Divisione.
La stagione seguente passa al Savona con cui ottiene il secondo posto del girone D della Prima Divisione 1932-1933.
Nel 1933 passa al Genova 1893, club con cui esordisce in Serie A il 4 febbraio 1934 nella vittoria casalinga per 5-0 contro il Casale. Con i rossoblu incappa nella prima retrocessione in cadetteria del sodalizio genovese.
Nel gennaio 1935 è ingaggiato dalla Reggina, club con cui retrocede nella serie inferiore al termine della Prima Divisione 1934-1935.
Dopo una stagione nella Sanremese, nel 1936 passa ai Vigevanesi, club con cui vince il Girone B della Serie C 1936-1937, ottenendo la promozione in Serie B. Non riconfermato, passa all'Acqui, dove rimane per una stagione nuovamente in Serie C.

## Palmarès

### Giocatore

#### Competizioni nazionali
- Serie C: 1

Vigevanesi: 1936-1937